# Seznam mingských císařů

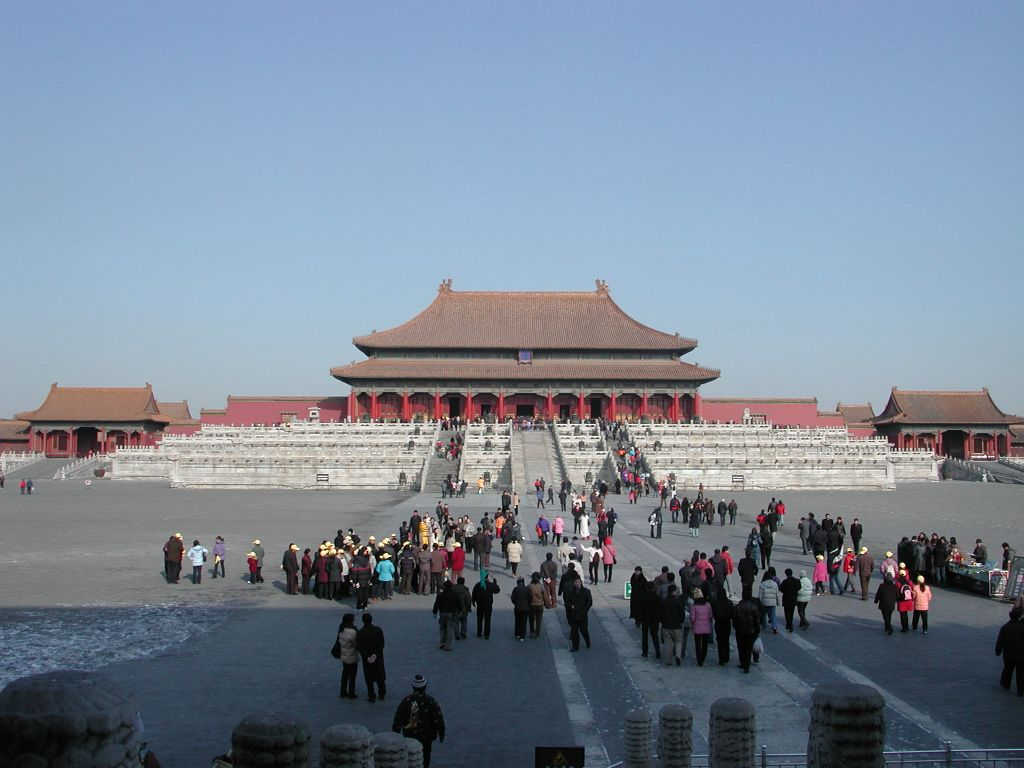
Palác nejvyšší harmonie v Zakázaném městě v Pekingu. Probíhaly zde korunovace a oslavy svátků.

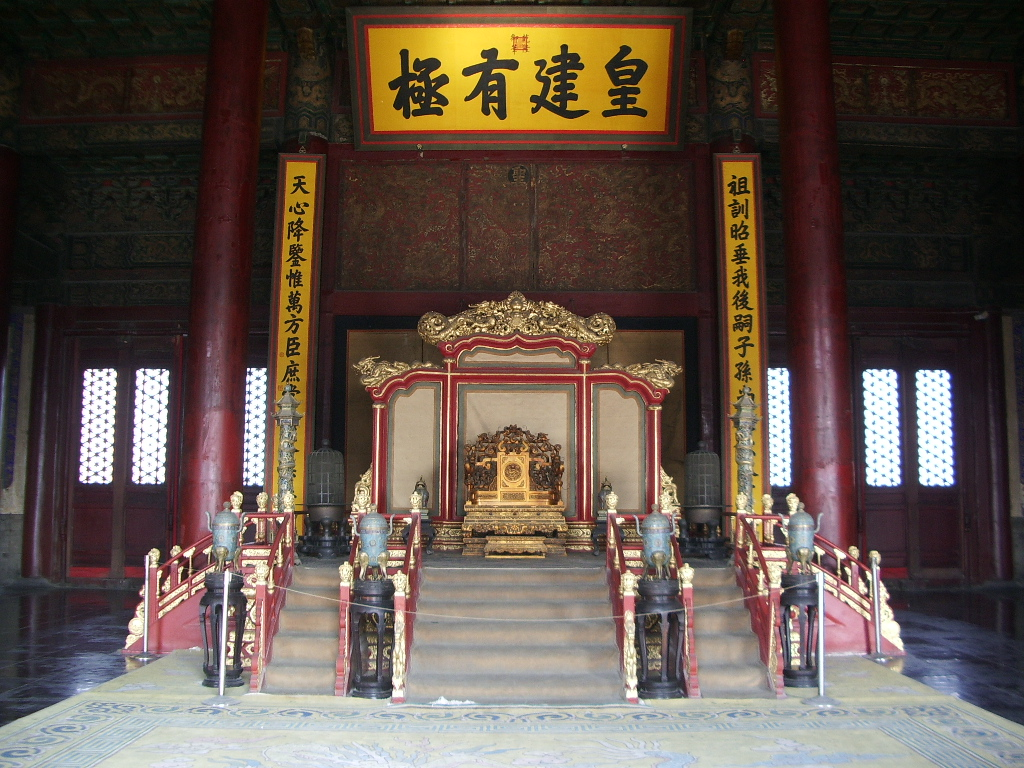
Císařský trůn v Paláci zachování harmonie v Zakázaném městě v Pekingu. Zde císař přijímal zahraniční vyslance.

Mingští císaři vládli Číně v letech 1368–1644. Dynastie Ming následovala po mongolské dynastii Jüan. Zakladatel dynastie Ču Jüan-čang (později císař Chung-wu) byl jeden z vůdců rolnického povstání rudých turbanů. Z nepatrných začátků vybudoval vlastní stát, porazil ostatní povstalecké vůdce a vyhnal Mongoly z Číny. Na čínský nový rok 1368, kdy získal mocenskou převahu v zemi, Ču Jüan-čang vyhlásil vládu nové dynastie a jmenoval se jejím prvním císařem.
Včetně zakladatele vládlo mingské Číně po 276 let celkem šestnáct císařů. Během jejich vlády Čína zažila dlouhé období hospodářského vzestupu a politické stability.
Císaři přebírali trůn podle zásady primogenitury – podle rozhodnutí Chung-wua se měl následníkem trůnu stát vždy nejstarší syn císaře a císařovny, resp. jeho dědic, nebyl-li, pak po řadě mladší synové císařovny. synové vedlejších manželek byli z nástupnictví vyloučeni, císař Jung-le se proto po své uzurpaci trůnu nechal prohlásit za syna císařovny Ma. Konzervativní úředníci rozhodně trvali na dodržování pravidel nástupnictví. I císař Wan-li, který po dvě desetiletí prosazoval na místo korunního prince svého třetího syna Ču Čchang-süna, byl nakonec nucen ustoupit a jmenovat nejstaršího syna, pozdějšího císaře Tchaj-čchanga. Jediným úspěšným narušitelem pravidel nástupnictví byl Jung-le, třetí císař dynastie, který získal vládu v tříleté občanské válce proti svému synovci Ťien-wenovi.
Mingští císaři sídlili v Zakázaném městě, komplexu paláců a budov v Pekingu o rozloze 72 ha. Do roku 1420 byl sídlem císařů obdobný komplex v Nankingu.
V teorii stál císař nade všemi úředníky i generály a celá země se řídila jeho výnosy. Chung-wu skutečně moc pevně držel ve svých rukou, ovšem za cenu masívních čistek. Jeho nástupci už postrádali rozhodnost zakladatele dynastie a jejich moc podléhala řadě tradičních omezení. Od císaře se neočekávalo iniciativní rozhodování o směřování země. Memoranda a požadavky jim byly předkládány už s návrhem řešení. Od císaře se očekávalo potvrzení předložených návrhů, nebo dosáhnutí souhlasu předkladatelů s alternativním řešením. Podobně císaři jmenovali úředníky a vojáky podle návrhů ministerstva personálu, resp. ministerstva války; v případě vysokých hodnostářů dostal vládce na výběr mezi dvěma až třemi kandidáty. O významnějších záležitostech se diskutovalo na oficiálních audiencích, případně neformálních poradách. Bez relativně široké shody dvorských hodnostářů nebylo možno rozhodnout o žádné zásadní otázce.
Koncem 20. let 17. století vypuklo v severní Číně rolnické povstání, oslabená mingská vláda jej nedokázala potlačit a povstalci dokonce roku 1644 dobyli Peking, přičemž císař Čchung-čen spáchal roku 1644 sebevraždu. Vládní vojska na severu země v zájmu porážky vzbouřenců pozvala do Číny armádu mandžuské dynastie Čching. Mandžuové ještě téhož roku obsadili severní Čínu.
I po ztrátě severu si členové mingské dynastie udrželi vládu nad jihem země, byli však postupně vytlačováni Mandžuy, dokud nebyl Ču Jou-lang, poslední z mingských císařů, popraven roku 1662 v Barmě. Císaři mingských režimů jižní Číny byli pozdějšími historiky označeni za vládce dynastie Jižní Ming.

## Císaři dynastie Ming
Osobní jméno (ekvivalent dnešního evropského křestního jména) císaře bylo po jeho nastoupení na trůn tabuizováno. Císař byl jmenován a oslovován tituly s různým stupněm obřadnosti – Vaše veličenstvo (陛下, pi-sia), Jeho veličenstvo císař (皇上, chuang-šang, nebo prostě 上, šang). Po smrti obdržel čestné posmrtné jméno, u mingských císařů obvykle z devatenácti znaků, ale například zakladatel dynastie Chung-wu byl poctěn jménem s třiadvaceti znaky. Dalším jménem udělovaným posmrtně bylo chrámové jméno, určené k použití při obřadech v chrámu předků dynastie.
Vzhledem k opakování stejných chrámových a posmrtných jmen pro císaře různých dynastií se v případě nutnosti používá jméno dynastie jako rozlišovač. První císař dynastie Ming je pak psán „Ming Tchaj-cu“.
Éra vlády je název kratšího či delšího období vlády, mingští císaři vyhlašovali pouze jednu po dobu své vlády. Jsou proto běžně označováni jménem své éry.
| Příjmení a osobní jméno | Portrét                      | Narození Úmrtí                     | Vláda                               | Éra                                                           | Posmrtné jméno (zkrácené) | Chrámové jméno                                 |
| ----------------------- | ---------------------------- | ---------------------------------- | ----------------------------------- | ------------------------------------------------------------- | ------------------------- | ---------------------------------------------- |
| Ču Jüan-čang 朱元璋     | Portrét císaře Chung-wu      | 21. října 1328 24. června 1398     | 23. ledna 1368 – 24. června 1398    | Chung-wu 洪武 23. ledna 1368 – 5. února 1399 (22. ledna 1403) | Kao-ti 高帝               | Tchaj-cu 太祖                                  |
| Ču Jün-wen 朱允炆       | Portrét císaře Ťien-wena     | 5. prosince 1377 13. července 1402 | 30. června 1398 – 13. července 1402 | Ťien-wen 建文 6. února 1399 – 13. července 1402               | Chuej-ti 惠帝             | –                                              |
| Ču Ti 朱棣              | Portrét císaře Jung-le       | 2. května 1360 12. srpna 1424      | 17. července 1402 – 12. srpna 1424  | Jung-le 永樂 23. ledna 1403 – 19. ledna 1425                  | Wen-ti 文帝               | Tchaj-cung, 太宗, od roku 1538 Čcheng-cu, 成祖 |
| Ču Kao-čch’ 朱高熾      | Portrét císaře Chung-si      | 16. srpna 1378 29. května 1425     | 7. září 1424 – 29. května 1425      | Chung-si 洪熙 20. ledna 1425 – 7. února 1426                  | Čao-ti 昭帝               | Žen-cung 仁宗                                  |
| Ču Čan-ťi 朱瞻基        | Portrét císaře Süan-te       | 16. března 1399 31. ledna 1435     | 27. června 1425 – 31. ledna 1435    | Süan-te 宣德 8. února 1426 – 17. ledna 1436                   | Čang-ti 章帝              | Süan-cung 宣宗                                 |
| Ču Čchi-čen 朱祁鎮      | Portrét císaře Jing-cunga    | 29. listopadu 1427 23. února 1464  | 7. února 1435 – 21. září 1449       | Čeng-tchung, 正統 18. ledna 1436 – 13. ledna 1450             | Žuej-ti 睿帝              | Jing-cung 英宗                                 |
| Ču Čchi-čen 朱祁鎮      | Portrét císaře Jing-cunga    | 29. listopadu 1427 23. února 1464  | 11. února 1457 – 23. února 1464     | Tchien-šun, 天順 11. února 1457 – 26. ledna 1465              | Žuej-ti 睿帝              | Jing-cung 英宗                                 |
| Ču Čchi-jü 朱祁鈺       | Portrét císaře Ťing-tchaje   | 11. září 1428 14. března 1457      | 22. září 1449 – 10. února 1457      | Ťing-tchaj 景泰 14. ledna 1450 – 11. února 1457               | Ťing-ti 景帝              | Taj-cung 代宗                                  |
| Ču Ťien-šen 朱見深      | Portrét císaře Čcheng-chua   | 9. prosince 1447 9. září 1487      | 28. února 1464 – 9. září 1487       | Čcheng-chua 成化 27. ledna 1465 – 13. ledna 1488              | Čchun-ti 純帝             | Sien-cung 憲宗                                 |
| Ču Jou-tchang 朱祐樘    | Portrét císaře Chung-č’      | 30. července 1470 8. června 1505   | 22. září 1487 – 8. června 1505      | Chung-č’ 弘治 14. ledna 1488 – 23. ledna 1506                 | Ťing-ti 敬帝              | Siao-cung 孝宗                                 |
| Ču Chou-čao 朱厚照      | Portrét císaře Čeng-te       | 26. října 1491 20. dubna 1521      | 19. června 1505 – 20. dubna 1521    | Čeng-te 正德 24. ledna 1506 – 27. ledna 1522                  | I-ti 毅帝                 | Wu-cung 武宗                                   |
| Ču Chou-cchung 朱厚熜   | Portrét císaře Ťia-ťinga     | 16. září 1507 23. ledna 1567       | 27. května 1521 – 23. ledna 1567    | Ťia-ťing 嘉靖 28. ledna 1522 – 8. února 1567                  | Su-ti 肅帝                | Š’-cung 世宗                                   |
| Ču Caj-chou 朱載垕      | Portrét císaře Lung-čchinga  | 4. února 1537 5. července 1572     | 4. února 1567 – 5. července 1572    | Lung-čching 隆慶 9. února 1567 – 1. února 1573                | Čuang-ti 莊帝             | Mu-cung 穆宗                                   |
| Ču I-ťün 朱翊鈞         | Portrét císaře Wan-li        | 4. září 1563 18. srpna 1620        | 19. července 1572 – 18. srpna 1620  | Wan-li 萬曆 2. února 1573 – 1620                              | Sien-ti 顯帝              | Šen-cung 神宗                                  |
| Ču Čchang-luo 朱常洛    | Portrét císaře Tchaj-čchanga | 29. září 1582 26. září 1620        | 28. srpna – 26. září 1620           | Tchaj-čchang 泰昌 28. srpna 1620 – 21. ledna 1621             | Čen-ti 貞帝               | Kuang-cung 光宗                                |
| Ču Jou-ťiao 朱由校      | Portrét císaře Tchien-čchi   | 23. prosince 1605 30. září 1627    | 1. října 1620 – 30. září 1627       | Tchien-čchi 天啟 22. ledna 1621 – 4. února 1628               | Če-ti 悊帝                | Si-cung 熹宗                                   |
| Ču Jou-ťien 朱由檢      |                              | 6. února 1611 25. dubna 1644       | 2. října 1627 – 25. dubna 1644      | Čchung-čen 崇禎 5. února 1628 – 27. ledna 1645                | Čuang-lie-min 莊烈愍      | S’-cung 思宗                                   |

## Vládci dynastie Jižní Ming
| Titul před nástupem na trůn | Příjmení a osobní jméno | Narození Úmrtí                | Éra                                                                     | Titul Doba vlády                 | Chrámové jméno |
| --------------------------- | ----------------------- | ----------------------------- | ----------------------------------------------------------------------- | -------------------------------- | -------------- |
| Kníže z Fu 福王             | Ču Jou-sung 朱由崧      | 12. prosince 1607 květen 1646 | Chung-kuang, 弘光 1645                                                  | císař červen 1644 – červen 1645  | An-cung 安宗   |
| Kníže z Lu (Luh) 潞王       | Ču Čchang-fang 朱常淓   | 1608 1646                     | – (občas jako „regentství knížete Lu (Luh)“, Lu wang lin kuo, 潞王臨國) | regent červen 1645               | –              |
| Kníže z Tchang 唐王         | Ču Jü-ťien 朱聿鍵       | 25. května 1602 říjen 1646    | Lung-wu, 隆武 1646                                                      | císař srpen 1645 – říjen 1646    | Šao-cung 紹宗  |
| Kníže z Lu (Lou) 魯王       | Ču I-chaj 朱以海        | 1618 1662                     | – (občas jako „regentství knížete Lu (Lou)“, Lu wang lin kuo, 魯王臨國) | regent srpen 1645 – 1653         | –              |
| Kníže z Tchang 唐王         | Ču Jü-jüe 朱聿 [金粵]   | 1605 1647                     | Šao-wu, 紹武                                                            | císař prosinec 1646 – leden 1647 | –              |
| Kníže z Kuej 桂王           | Ču Jou-lang 朱由榔      | listopad 1623 červen 1662     | Jung-li, 永曆 5. února 1647 – 1661                                      | císař prosinec 1646 – leden 1662 | –              |